# Mortes em agosto de 2013
Mortes em 2013: ← Janeiro – Fevereiro – Março – Abril – Maio – Junho – Julho – Agosto – Setembro – Outubro – Novembro – Dezembro →
Esta é uma relação de pessoas notáveis que morreram durante o mês de agosto de 2013, listando nome, nacionalidade, ocupação e ano de nascimento.

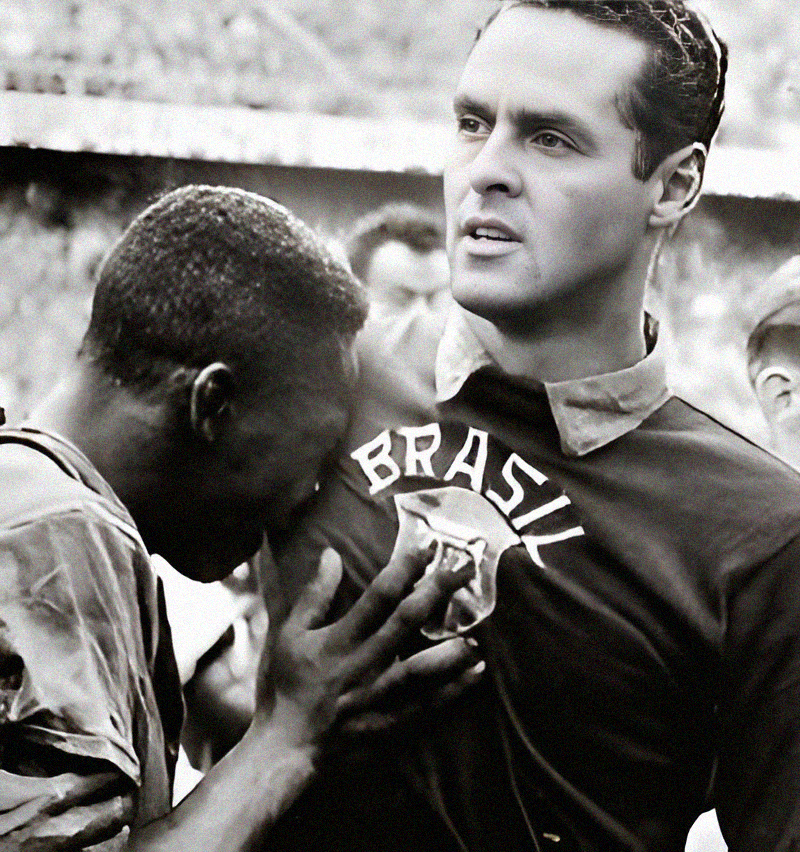
Gylmar dos Santos Neves, futebolista brasileiro.

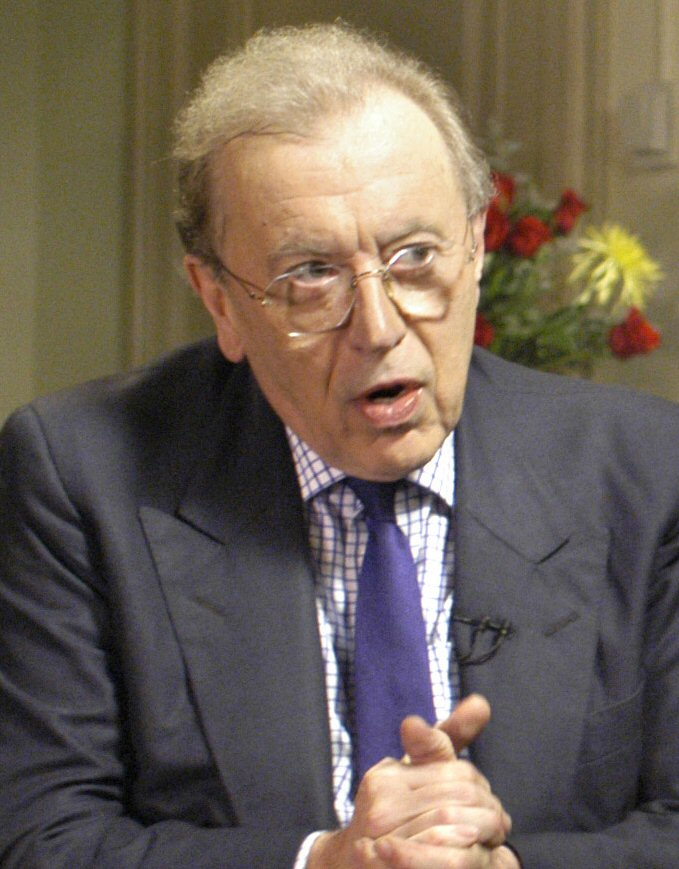
David Frost, jornalista britânico.

| Dia | Nome                               | Profissão ou motivo de reconhecimento | País de nascimento | Ano de nasc. | Ref    |
| --- | ---------------------------------- | ------------------------------------- | ------------------ | ------------ | ------ |
| 2   | Fernando Flávio Marques de Almeida | Geólogo                               | Brasil             | 1916         | [ 1 ]  |
| 2   | Pixie Williams                     | Cantora                               | Nova Zelândia      | 1928         | [ 2 ]  |
| 3   | Luiz Paulo Horta                   | Escritor e jornalista                 | Brasil             | 1943         | [ 3 ]  |
| 5   | Dom Jaime Luiz Coelho              | Arcebispo emérito de Maringá          | Brasil             | 1916         | [ 4 ]  |
| 5   | George Duke                        | Músico                                | Estados Unidos     | 1946         | [ 5 ]  |
| 6   | Stan Lynde                         | Cartunista                            | Estados Unidos     | 1931         | [ 6 ]  |
| 7   | Margaret Pellegrini                | Atriz                                 | Estados Unidos     | 1923         | [ 7 ]  |
| 7   | Sean Sasser                        | Educador, ativista e chef confeiteiro | Estados Unidos     | 1968         | [ 8 ]  |
| 8   | Barbara Mertz                      | Escritora                             | Estados Unidos     | 1927         | [ 9 ]  |
| 8   | Karen Black                        | Atriz                                 | Estados Unidos     | 1939         | [ 10 ] |
| 9   | Regina Resnik                      | Cantora                               | Estados Unidos     | 1922         | [ 11 ] |
| 9   | Urbano Tavares Rodrigues           | Escritor                              | Portugal           | 1923         | [ 12 ] |
| 9   | Eduardo Falú                       | Músico e compositor                   | Argentina          | 1923         | [ 13 ] |
| 10  | Dom Joaquim Rufino do Rêgo         | Bispo emérito de Parnaíba             | Brasil             | 1926         | [ 14 ] |
| 10  | Eydie Gormé                        | Cantora                               | Estados Unidos     | 1928         | [ 15 ] |
| 10  | László Csizsik-Csatáry             | Criminoso nazista                     | Hungria            | 1915         | [ 16 ] |
| 12  | João Friso de Orange-Nassau        | Príncipe                              | Países Baixos      | 1968         | [ 17 ] |
| 12  | Tereza de Arriaga                  | Pintora                               | Portugal           | 1915         | [ 18 ] |
| 13  | Jean Vincent                       | Futebolista e treinador               | França             | 1930         | [ 19 ] |
| 13  | Rui Moreira Lima                   | Militar                               | Brasil             | 1919         | [ 20 ] |
| 13  | Alfonso Lara                       | Futebolista                           | Chile              | 1946         | [ 21 ] |
| 18  | Dezső Gyarmati                     | Polo aquático                         | Hungria            | 1927         | [ 22 ] |
| 19  | Lee Thompson Young                 | Ator                                  | Estados Unidos     | 1984         | [ 23 ] |
| 19  | Stephenie McMillan                 | Decoradora de Cenário                 | Inglaterra         | 1942         | [ 24 ] |
| 19  | José Sarria                        | Ativista LGBT                         | Estados Unidos     | 1922 ou 1923 | [ 25 ] |
| 20  | Ted Post                           | Cineasta                              | Estados Unidos     | 1918         | [ 26 ] |
| 20  | Elmore Leonard                     | Escritor                              | Estados Unidos     | 1925         | [ 27 ] |
| 20  | Costică Ștefănescu                 | Futebolista                           | Roménia            | 1925         | [ 28 ] |
| 21  | Rodolfo Tan Cardoso                | Enxadrista                            | Filipinas          | 1937         | [ 29 ] |
| 22  | Jetty Paerl                        | Cantora                               | Países Baixos      | 1921         | [ 30 ] |
| 23  | Dean Meminger                      | Basquetebolista                       | Estados Unidos     | 1948         | [ 31 ] |
| 23  | Vadim Yusov                        | Diretor de fotografia                 | Rússia             | 1929         | [ 32 ] |
| 24  | Julie Harris                       | Atriz                                 | Estados Unidos     | 1925         | [ 33 ] |
| 24  | Sônia Coutinho                     | Escritora                             | Brasil             | 1939         | [ 34 ] |
| 24  | Nílton De Sordi                    | Futebolista                           | Brasil             | 1931         | [ 35 ] |
| 25  | António Borges                     | Economista e professor universitário  | Portugal           | 1949         | [ 36 ] |
| 25  | Gylmar dos Santos Neves            | Futebolista                           | Brasil             | 1930         | [ 37 ] |
| 28  | László Gyetvai                     | Futebolista                           | Hungria            | 1919         | [ 38 ] |
| 28  | Ângela Caires                      | Jornalista e escritora                | Portugal           | 1939         | [ 39 ] |
| 28  | John Bellany                       | Pintor                                | Escócia            | 1942         | [ 40 ] |
| 29  | Bruce C. Murray                    | Cientista                             | Estados Unidos     | 1931         | [ 41 ] |
| 29  | Medardo Joseph Mazombwe            | Cardeal católico                      | Zâmbia             | 1931         | [ 42 ] |
| 30  | Seamus Heaney                      | Poeta                                 | Irlanda            | 1939         | [ 43 ] |
| 31  | David Frost                        | Jornalista                            | Reino Unido        | 1939         | [ 44 ] |